# 其利扶倫街 (雪梨)
其利扶倫街，又譯其利倫街、其厘扶倫街、其厘倫街、忌利夫蘭街，是澳洲新南威爾斯州雪梨商業中心區以南的一條大道。
街道位於雪梨市地方政府行政區內。

## 圖集

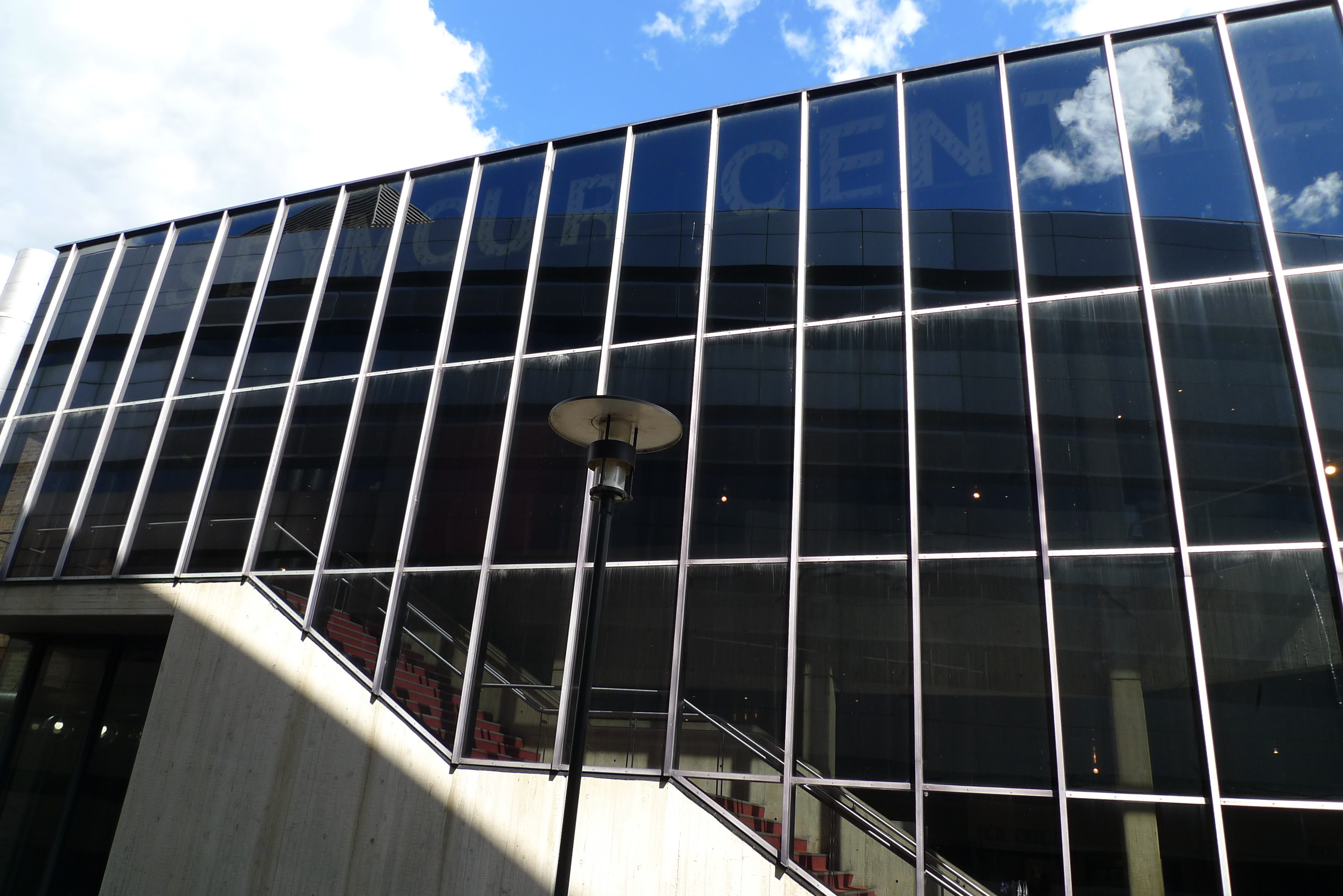
西摩中心（英语：Seymour Centre）
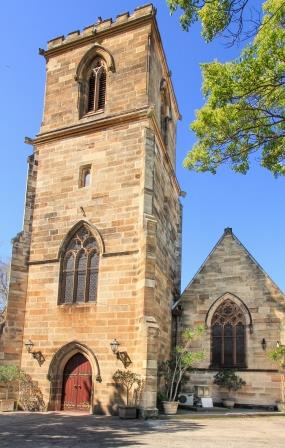
聖母領報主教座堂（英语：Cathedral of the Annunciation of Our Lady）
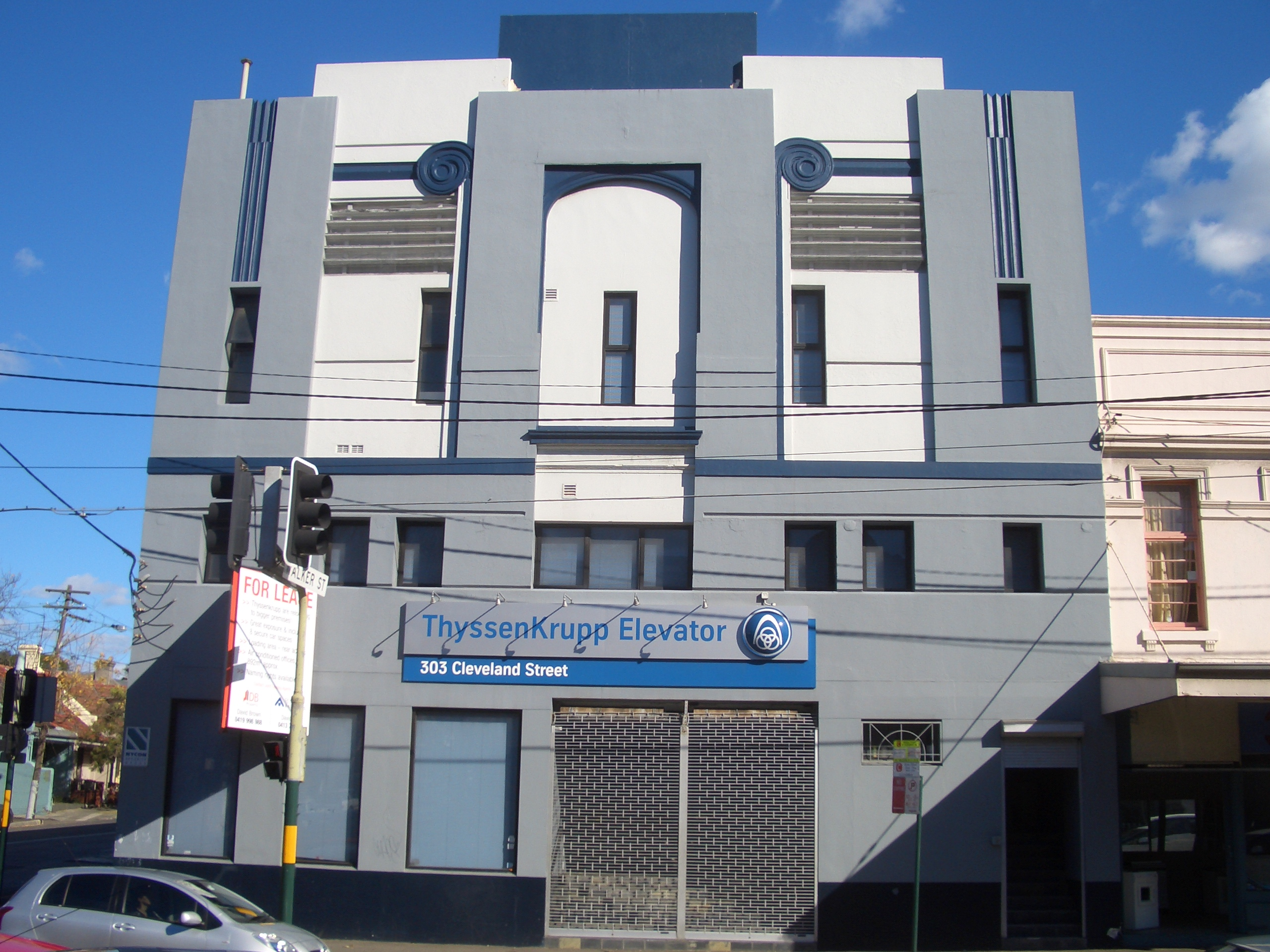
戲院舊址
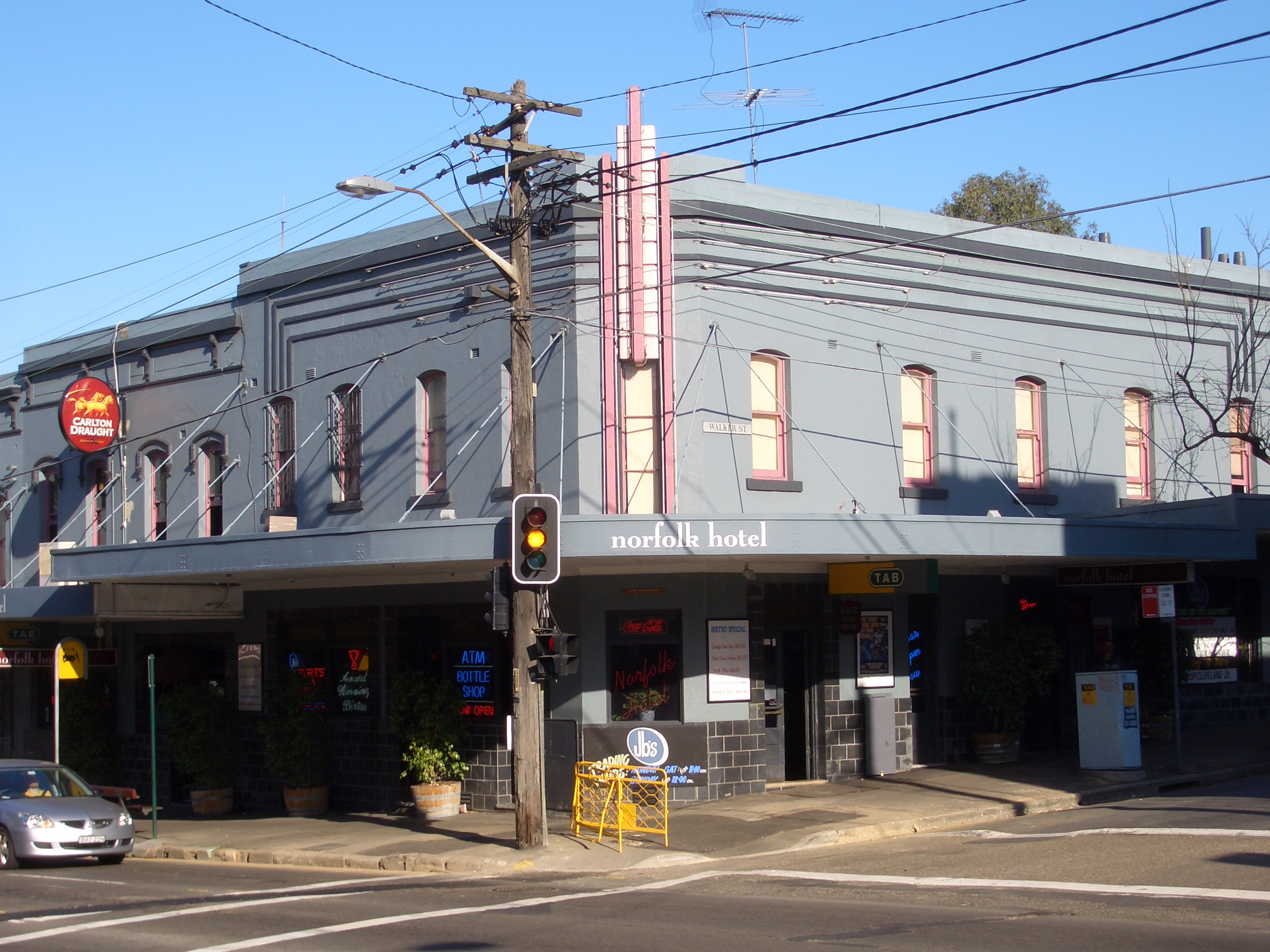
羅福酒樓（Norfolk Hotel）
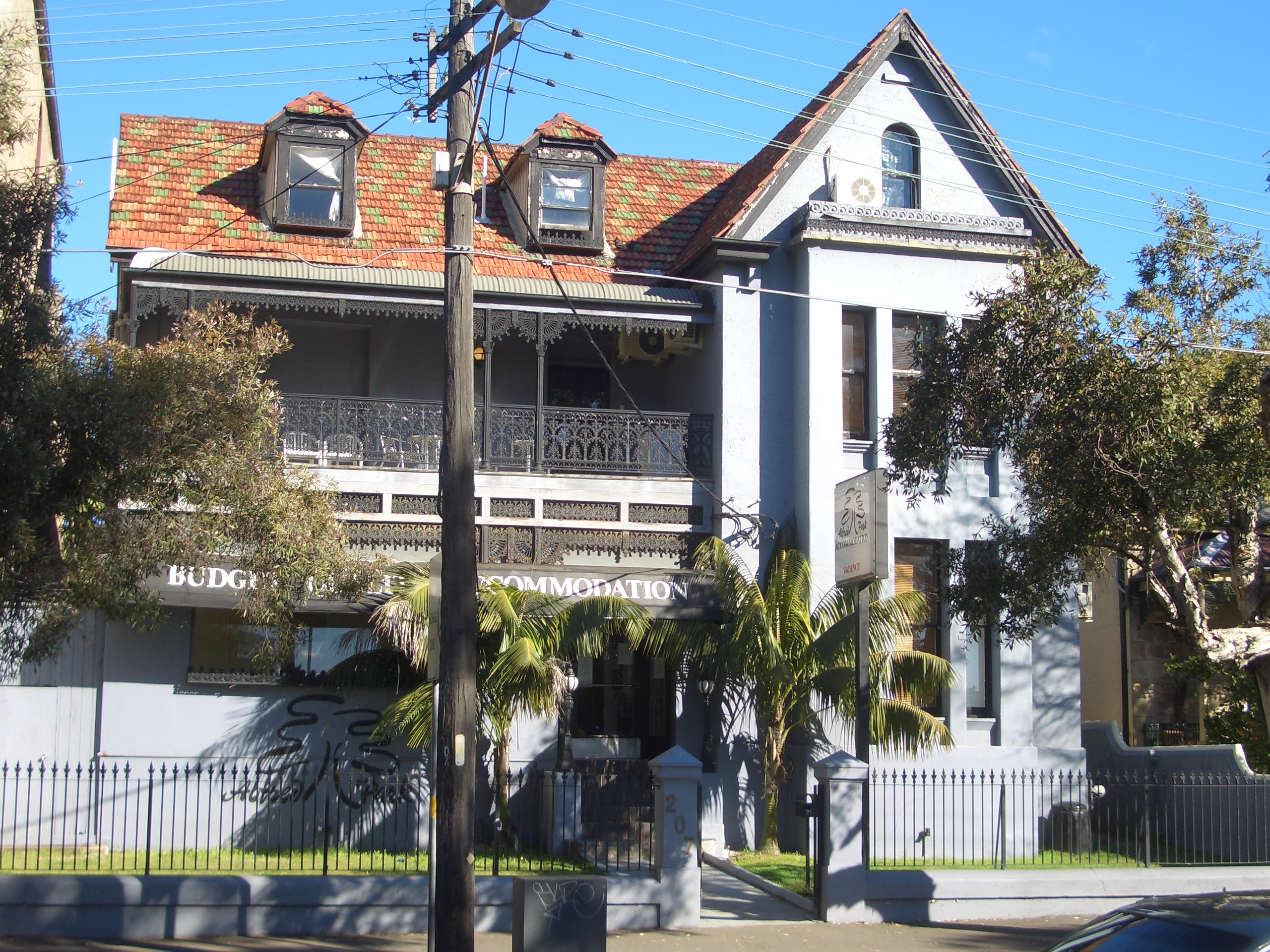
亞扶列公園酒樓（Alfred Park Hotel）
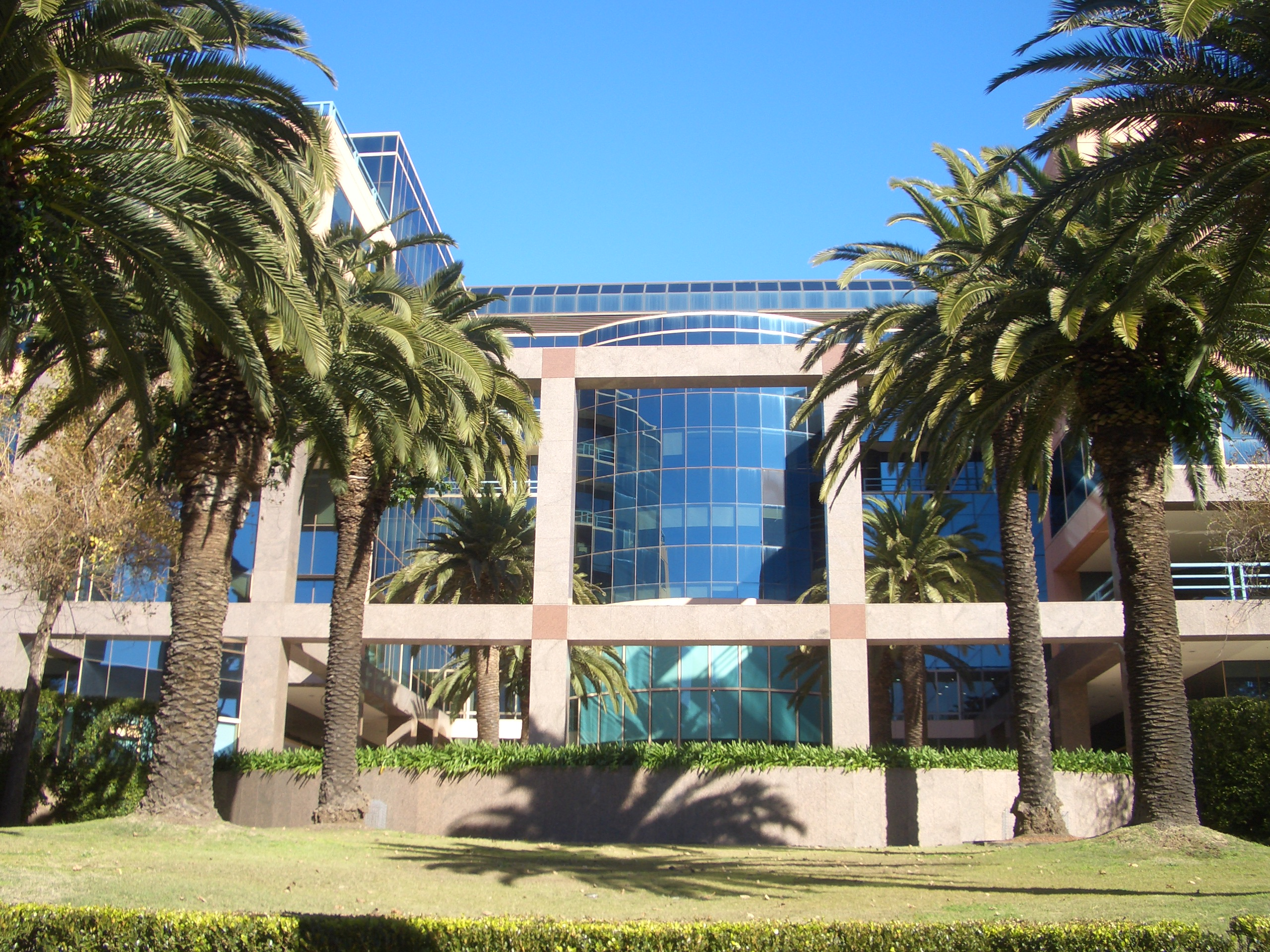
澳洲郵政紐省總辦事處
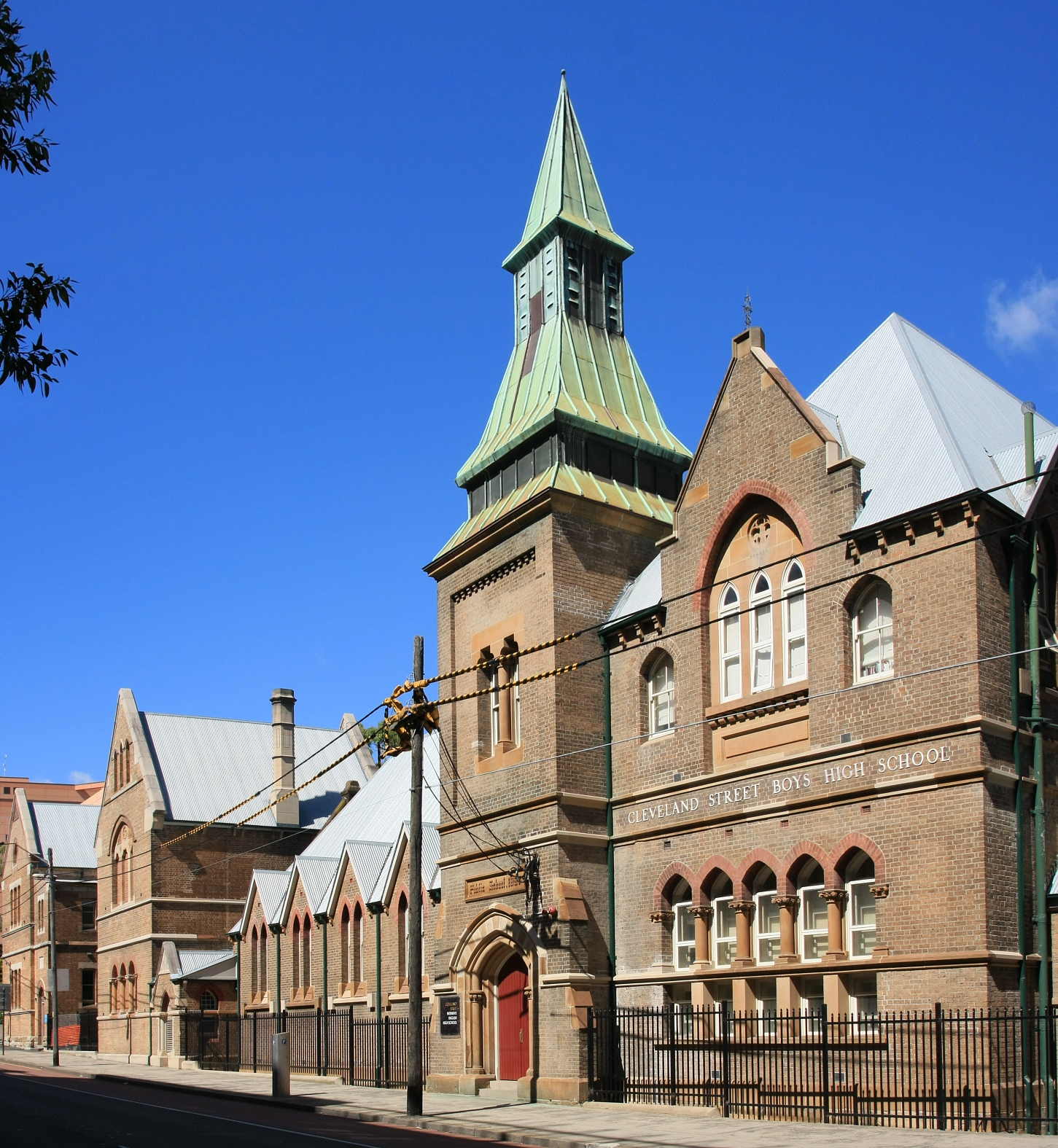
雪梨內城中學（Inner Sydney High School）
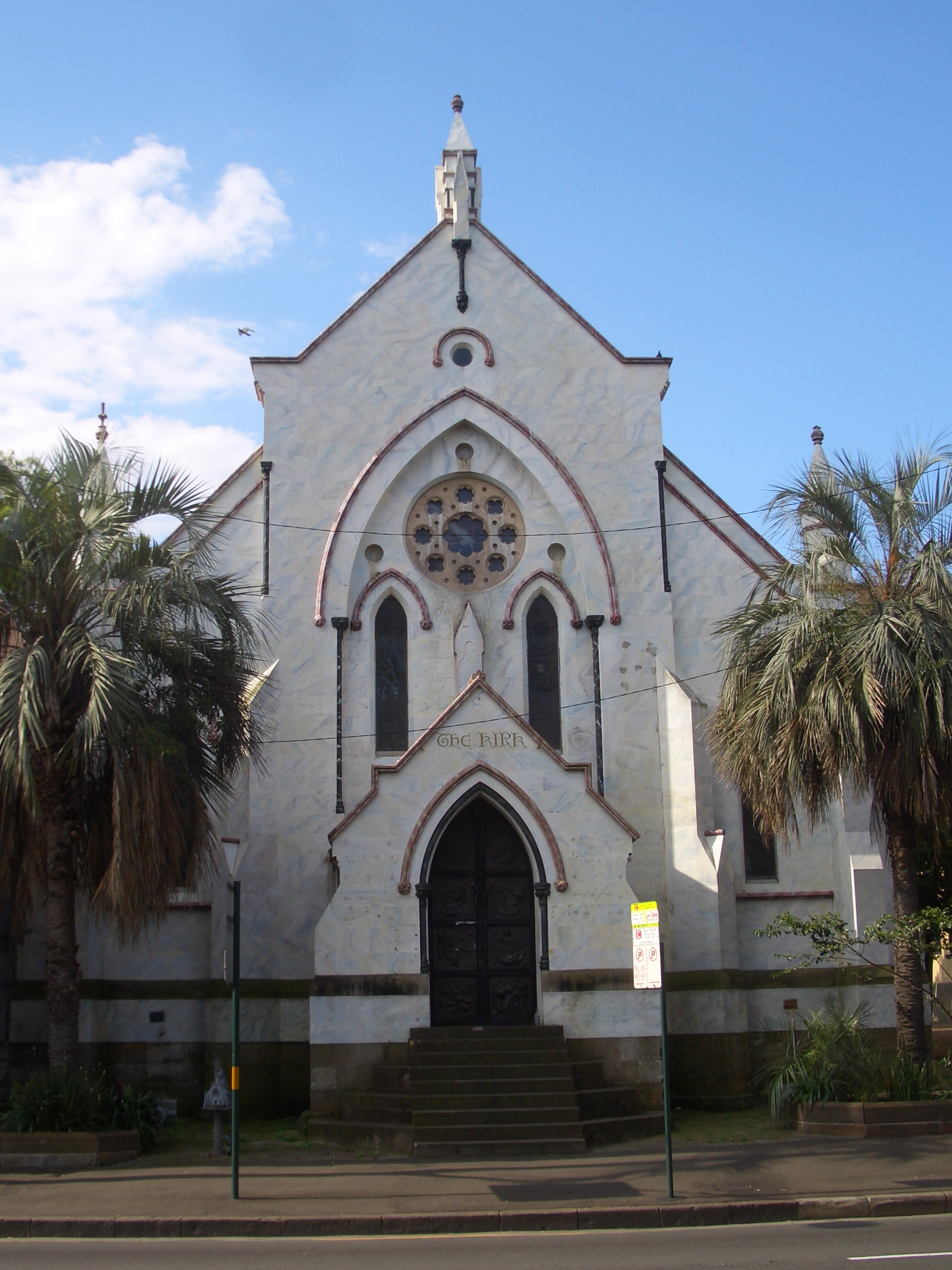
The Kirk，原為衛理宗教堂
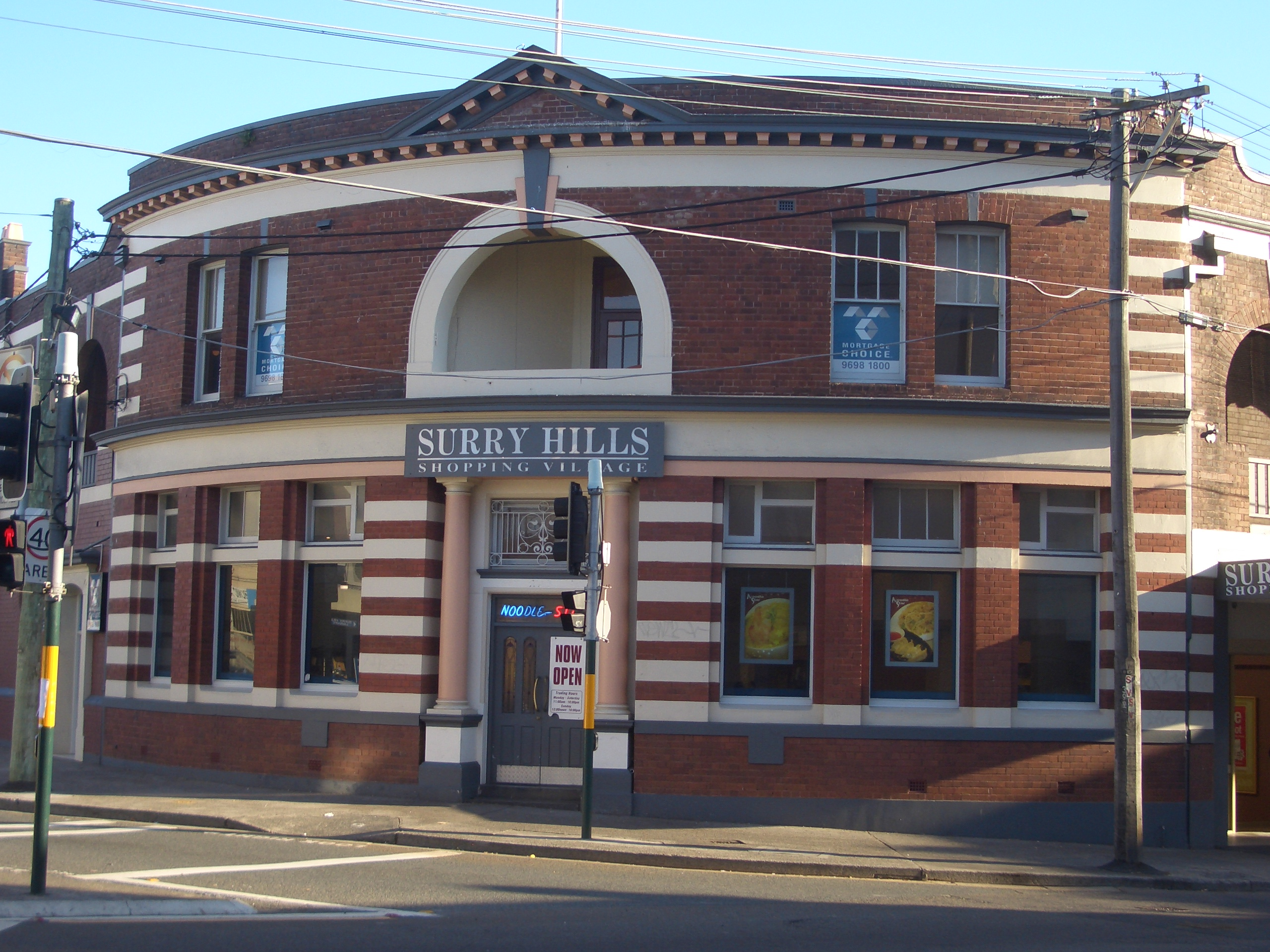
沙厘山購物村（Surry Hills Shopping Village）
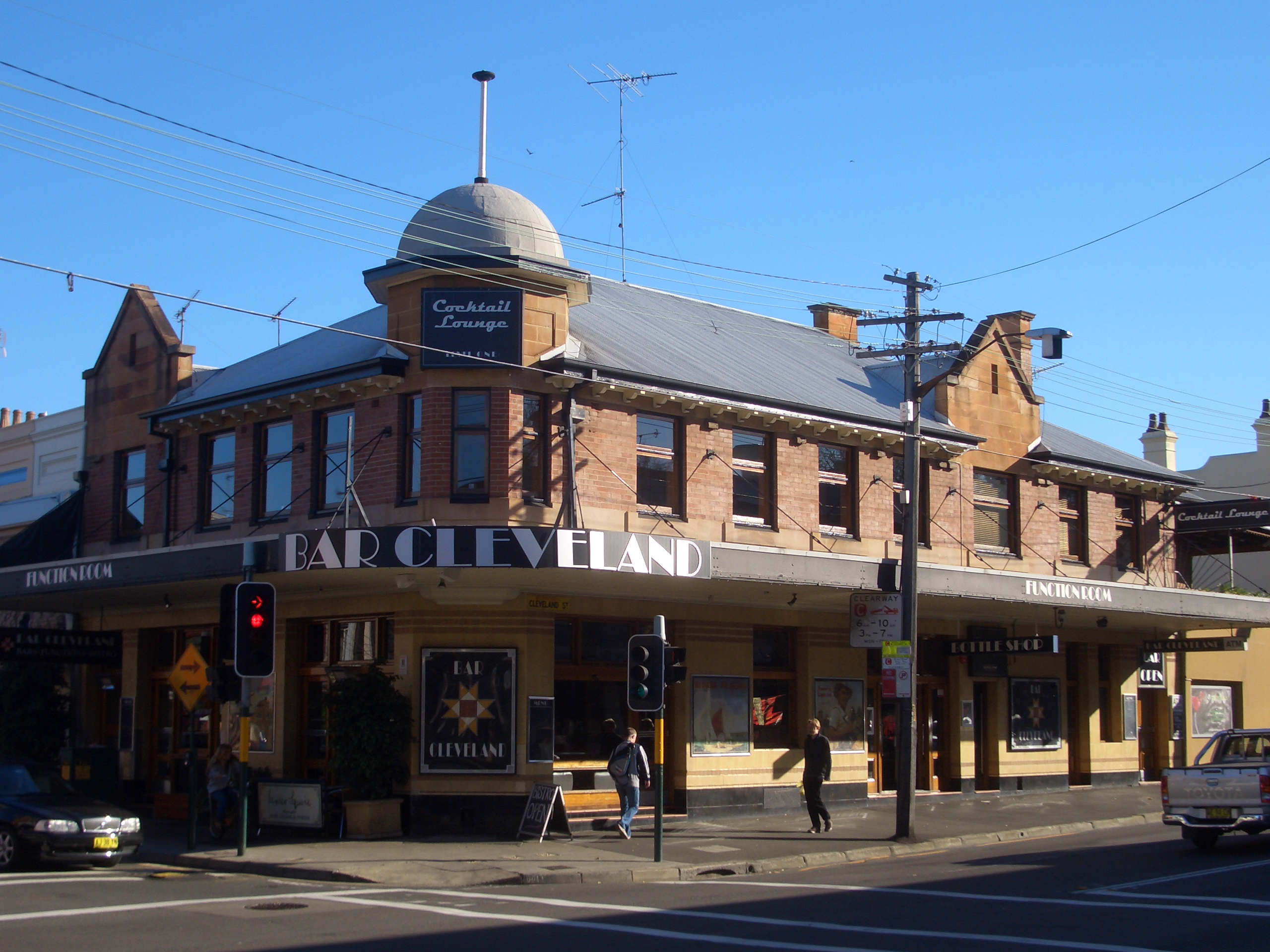
其利扶倫酒吧（Bar Cleveland）